# Großer Preis von Italien 1992
Der Große Preis von Italien 1992 (offiziell Pioneer 63º Gran Premio d'Italia) fand am 13. September auf dem Autodromo Nazionale di Monza in Monza statt und war das 13. Rennen der Formel-1-Weltmeisterschaft 1992.

## Berichte

### Hintergrund
Dem Transporter von Andrea Moda Formula wurde die Einfahrt ins Fahrerlager verwehrt, da die FISA kurz vor dem Italien-GP beschlossen hatte, das Team wegen Unwürdigkeit von der Formel-1-Weltmeisterschaft auszuschließen.
Der bereits als Weltmeister feststehende Nigel Mansell befand sich in Vertragsverhandlungen mit dem Williams-Team für die Saison 1993. Ihn störte, dass der ehemalige Weltmeister Alain Prost bereits unter Vertrag genommen worden war.
Mit Mansell, Ayrton Senna und Gerhard Berger (jeweils einmal) traten drei ehemalige Sieger zu diesem Grand Prix an.

### Training
Zum elften Mal in diesem Jahr qualifizierte sich Mansell für die Pole-Position. Senna folgte auf dem zweiten Startplatz vor Jean Alesi und Riccardo Patrese. Berger und Michael Schumacher bildeten die dritte Reihe vor Ivan Capelli und Thierry Boutsen sowie Martin Brundle und Bertrand Gachot.

### Rennen
Am Morgen vor dem Rennen verkündete Mansell seinen Ausstieg aus der Formel 1 zum Saisonende. Er begründete dies damit, dass er angeblich im Williams-Team schlecht behandelt werde. Von der Pole-Position aus ging er in Führung und fuhr bis zur 19. Runde einen Vorsprung von zwölf Sekunden gegenüber seinem Teamkollegen Patrese heraus. Dann verlangsamte er scheinbar absichtlich, ließ den Italiener passieren und führte fortan über mehrere Runden demonstrativ vor, dass er als überlegener Fahrer seinen Teamkollegen jederzeit überholen könne. In der 36. Runde schied er schließlich wegen eines Hydraulikdefektes aus. Vier Runden vor dem Ende des Rennens musste Patrese aus demselben Grund verlangsamen und somit Senna die Führung überlassen. Dieser siegte schließlich vor den beiden Benetton-Piloten Brundle und Schumacher. Berger wurde Vierter vor Patrese. Andrea de Cesaris erhielt als Sechster den letzten WM-Punkt des Tages.

## Meldeliste
| Team                           | Nr. | Fahrer               | Chassis        | Motor                       | Reifen |
| ------------------------------ | --- | -------------------- | -------------- | --------------------------- | ------ |
| Honda Marlboro McLaren         | 01  | Ayrton Senna         | McLaren MP4/7A | Honda RA122E 3.5 V12        | G      |
| Honda Marlboro McLaren         | 02  | Gerhard Berger       | McLaren MP4/7A | Honda RA122E 3.5 V12        | G      |
| Tyrrell Racing Organisation    | 03  | Olivier Grouillard   | Tyrrell 020B   | Ilmor 2175A 3.5 V10         | G      |
| Tyrrell Racing Organisation    | 04  | Andrea de Cesaris    | Tyrrell 020B   | Ilmor 2175A 3.5 V10         | G      |
| Canon Williams Team            | 05  | Nigel Mansell        | Williams FW14B | Renault RS3C 3.5 V10        | G      |
| Canon Williams Team            | 06  | Riccardo Patrese     | Williams FW14B | Renault RS3C 3.5 V10        | G      |
| Footwork Mugen Honda           | 09  | Michele Alboreto     | Footwork FA13  | Mugen-Honda MF-351H 3.5 V10 | G      |
| Footwork Mugen Honda           | 10  | Aguri Suzuki         | Footwork FA13  | Mugen-Honda MF-351H 3.5 V10 | G      |
| Team Lotus                     | 11  | Mika Häkkinen        | Lotus 107      | Ford Cosworth HB 3.5 V8     | G      |
| Team Lotus                     | 12  | Johnny Herbert       | Lotus 107      | Ford Cosworth HB 3.5 V8     | G      |
| Fondmetal                      | 14  | Eric van de Poele    | Fondmetal GR02 | Ford Cosworth HB 3.5 V8     | G      |
| Fondmetal                      | 15  | Gabriele Tarquini    | Fondmetal GR02 | Ford Cosworth HB 3.5 V8     | G      |
| March F1                       | 16  | Karl Wendlinger      | March CG911    | Ilmor 2175A 3.5 V10         | G      |
| March F1                       | 17  | Emanuele Naspetti    | March CG911    | Ilmor 2175A 3.5 V10         | G      |
| Camel Benetton Ford            | 19  | Michael Schumacher   | Benetton B192  | Ford Cosworth HB 3.5 V8     | G      |
| Camel Benetton Ford            | 20  | Martin Brundle       | Benetton B192  | Ford Cosworth HB 3.5 V8     | G      |
| BMS Scuderia Italia            | 21  | JJ Lehto             | Dallara 192    | Ferrari 037 3.5 V12         | G      |
| BMS Scuderia Italia            | 22  | Pierluigi Martini    | Dallara 192    | Ferrari 037 3.5 V12         | G      |
| Minardi Team                   | 23  | Christian Fittipaldi | Minardi M192   | Lamborghini 3512 3.5 V12    | G      |
| Minardi Team                   | 24  | Gianni Morbidelli    | Minardi M192   | Lamborghini 3512 3.5 V12    | G      |
| Ligier Gitanes Blondes         | 25  | Thierry Boutsen      | Ligier JS37    | Renault RS3C 3.5 V10        | G      |
| Ligier Gitanes Blondes         | 26  | Érik Comas           | Ligier JS37    | Renault RS3C 3.5 V10        | G      |
| Scuderia Ferrari               | 27  | Jean Alesi           | Ferrari F92AT  | Ferrari 040 3.5 V12         | G      |
| Scuderia Ferrari               | 28  | Ivan Capelli         | Ferrari F92AT  | Ferrari 040 3.5 V12         | G      |
| Central Park Venturi Larrousse | 29  | Bertrand Gachot      | Venturi LC92   | Lamborghini 3512 3.5 V12    | G      |
| Central Park Venturi Larrousse | 30  | Ukyō Katayama        | Venturi LC92   | Lamborghini 3512 3.5 V12    | G      |
| Sasol Jordan Yamaha            | 32  | Stefano Modena       | Jordan 192     | Yamaha OX99 3.5 V12         | G      |
| Sasol Jordan Yamaha            | 33  | Maurício Gugelmin    | Jordan 192     | Yamaha OX99 3.5 V12         | G      |

## Klassifikationen

### Qualifying
| Pos. | Fahrer               | Konstrukteur         | 1. Qualifikationstraining | 1. Qualifikationstraining | 2. Qualifikationstraining | 2. Qualifikationstraining | Start |
| Pos. | Fahrer               | Konstrukteur         | Zeit                      | Ø-Geschwindigkeit         | Zeit                      | Ø-Geschwindigkeit         | Start |
| ---- | -------------------- | -------------------- | ------------------------- | ------------------------- | ------------------------- | ------------------------- | ----- |
| 01   | Nigel Mansell        | Williams-Renault     | 1:22,586                  | 252,827 km/h              | 1:22,221                  | 253,950 km/h              | 01    |
| 02   | Ayrton Senna         | McLaren-Honda        | 1:22,822                  | 252,107 km/h              | 1:24,122                  | 248,211 km/h              | 02    |
| 03   | Jean Alesi           | Ferrari              | 1:22,976                  | 251,639 km/h              | 1:23,333                  | 250,561 km/h              | 03    |
| 04   | Riccardo Patrese     | Williams-Renault     | 1:23,022                  | 251,500 km/h              | 1:23,673                  | 249,543 km/h              | 04    |
| 05   | Gerhard Berger       | McLaren-Honda        | 1:23,997                  | 248,580 km/h              | 1:23,112                  | 251,227 km/h              | 05    |
| 06   | Michael Schumacher   | Benetton-Ford        | 1:24,143                  | 248,149 km/h              | 1:23,629                  | 249,674 km/h              | 06    |
| 07   | Ivan Capelli         | Ferrari              | 1:24,877                  | 246,003 km/h              | 1:24,321                  | 247,625 km/h              | 07    |
| 08   | Thierry Boutsen      | Ligier-Renault       | 1:25,173                  | 245,148 km/h              | 1:24,413                  | 247,355 km/h              | 08    |
| 09   | Martin Brundle       | Benetton-Ford        | 1:24,551                  | 246,952 km/h              | 1:25,253                  | 244,918 km/h              | 09    |
| 10   | Bertrand Gachot      | Venturi-Lamborghini  | 1:25,173                  | 245,148 km/h              | 1:24,654                  | 246,651 km/h              | 10    |
| 11   | Mika Häkkinen        | Lotus-Ford           | 1:25,108                  | 245,335 km/h              | 1:24,807                  | 246,206 km/h              | 11    |
| 12   | Gianni Morbidelli    | Minardi-Lamborghini  | 1:25,575                  | 243,996 km/h              | 1:24,912                  | 245,902 km/h              | 12    |
| 13   | Johnny Herbert       | Lotus-Ford           | 1:26,162                  | 242,334 km/h              | 1:25,140                  | 245,243 km/h              | 13    |
| 14   | JJ Lehto             | Dallara-Ferrari      | 1:25,951                  | 242,929 km/h              | 1:25,145                  | 245,229 km/h              | 14    |
| 15   | Érik Comas           | Ligier-Renault       | 1:25,178                  | 245,134 km/h              | 1:25,270                  | 244,869 km/h              | 15    |
| 16   | Michele Alboreto     | Footwork-Mugen-Honda | 1:25,234                  | 244,973 km/h              | 1:26,237                  | 242,123 km/h              | 16    |
| 17   | Karl Wendlinger      | March-Ilmor          | 1:26,667                  | 240,922 km/h              | 1:25,343                  | 244,660 km/h              | 17    |
| 18   | Olivier Grouillard   | Tyrrell-Ilmor        | 1:25,354                  | 244,628 km/h              | 1:26,008                  | 242,768 km/h              | 18    |
| 19   | Aguri Suzuki         | Footwork-Mugen-Honda | 1:25,775                  | 243,428 km/h              | 1:25,374                  | 244,571 km/h              | 19    |
| 20   | Gabriele Tarquini    | Fondmetal-Ford       | 1:26,307                  | 241,927 km/h              | 1:25,420                  | 244,439 km/h              | 20    |
| 21   | Andrea de Cesaris    | Tyrrell-Ilmor        | 1:25,502                  | 244,205 km/h              | 1:25,425                  | 244,425 km/h              | 21    |
| 22   | Pierluigi Martini    | Dallara-Ferrari      | 1:25,528                  | 244,131 km/h              | 1:25,563                  | 244,031 km/h              | 22    |
| 23   | Ukyō Katayama        | Venturi-Lamborghini  | 1:27,018                  | 239,950 km/h              | 1:26,174                  | 242,300 km/h              | 23    |
| 24   | Emanuele Naspetti    | March-Ilmor          | 1:26,279                  | 242,006 km/h              | 1:26,288                  | 241,980 km/h              | 24    |
| 25   | Eric van de Poele    | Fondmetal-Ford       | 1:27,019                  | 239,948 km/h              | 1:26,407                  | 241,647 km/h              | 25    |
| 26   | Maurício Gugelmin    | Jordan-Yamaha        | 1:26,463                  | 241,491 km/h              | 1:27,531                  | 238,544 km/h              | 26    |
| DNQ  | Christian Fittipaldi | Minardi-Lamborghini  | 1:27,228                  | 239,373 km/h              | 1:26,510                  | 241,359 km/h              | –     |
| DNQ  | Stefano Modena       | Jordan-Yamaha        | 1:27,331                  | 239,090 km/h              | 1:28,112                  | 236,971 km/h              | –     |

### Rennen
| Pos. | Fahrer             | Konstrukteur         | Runden | Stopps | Zeit        | Start | Schnellste Runde |
| ---- | ------------------ | -------------------- | ------ | ------ | ----------- | ----- | ---------------- |
| 01   | Ayrton Senna       | McLaren-Honda        | 53     | 0      | 1:18:15,349 | 02    | 1:27,190         |
| 02   | Martin Brundle     | Benetton-Ford        | 53     | 0      | + 17,050    | 09    | 1:27,083         |
| 03   | Michael Schumacher | Benetton-Ford        | 53     | 1      | + 24,373    | 06    | 1:26,497         |
| 04   | Gerhard Berger     | McLaren-Honda        | 53     | 1      | + 1:25,490  | 05    | 1:27,255         |
| 05   | Riccardo Patrese   | Williams-Renault     | 53     | 0      | + 1:33,158  | 04    | 1:26,224         |
| 06   | Andrea de Cesaris  | Tyrrell-Ilmor        | 52     | 0      | + 1 Runde   | 21    | 1:28,698         |
| 07   | Michele Alboreto   | Footwork-Mugen-Honda | 52     | 0      | + 1 Runde   | 16    | 1:28,870         |
| 08   | Pierluigi Martini  | Dallara-Ferrari      | 52     | 0      | + 1 Runde   | 22    | 1:30,361         |
| 09   | Ukyō Katayama      | Venturi-Lamborghini  | 50     | 0      | DNF         | 23    | 1:29,295         |
| 10   | Karl Wendlinger    | March-Ilmor          | 50     | 1      | + 3 Runden  | 17    | 1:28,964         |
| 11   | JJ Lehto           | Dallara-Ferrari      | 47     | 0      | DNF         | 14    | 1:29,358         |
| –    | Maurício Gugelmin  | Jordan-Yamaha        | 46     | 0      | DNF         | 26    | 1:31,043         |
| –    | Nigel Mansell      | Williams-Renault     | 41     | 0      | DNF         | 01    | 1:26,119         |
| –    | Thierry Boutsen    | Ligier-Renault       | 41     | 0      | DNF         | 08    | 1:29,528         |
| –    | Érik Comas         | Ligier-Renault       | 35     | 0      | DNF         | 15    | 1:29,845         |
| –    | Gabriele Tarquini  | Fondmetal-Ford       | 30     | 0      | DNF         | 20    | 1:30,171         |
| –    | Olivier Grouillard | Tyrrell-Ilmor        | 26     | 1      | DNF         | 18    | 1:30,360         |
| –    | Johnny Herbert     | Lotus-Ford           | 18     | 0      | DNF         | 13    | 1:29,739         |
| –    | Emanuele Naspetti  | March-Ilmor          | 17     | 0      | DNF         | 24    | 1:30,941         |
| –    | Jean Alesi         | Ferrari              | 12     | 0      | DNF         | 03    | 1:29,508         |
| –    | Ivan Capelli       | Ferrari              | 12     | 0      | DNF         | 07    | 1:29,639         |
| –    | Gianni Morbidelli  | Minardi-Lamborghini  | 12     | 0      | DNF         | 12    | 1:30,273         |
| –    | Bertrand Gachot    | Venturi-Lamborghini  | 11     | 1      | DNF         | 10    | 1:30,588         |
| –    | Mika Häkkinen      | Lotus-Ford           | 5      | 0      | DNF         | 11    | 1:30,101         |
| –    | Aguri Suzuki       | Footwork-Mugen-Honda | 2      | 0      | DNF         | 19    | 1:34,405         |
| –    | Eric van de Poele  | Fondmetal-Ford       | 0      | 0      | DNF         | 25    | –                |

## WM-Stände nach dem Rennen
Die ersten sechs des Rennens bekamen 10, 6, 4, 3, 2 bzw. 1 Punkt(e).

### Fahrerwertung
| Pos. | Fahrer             | Konstrukteur         | Punkte |
| ---- | ------------------ | -------------------- | ------ |
| 01   | Nigel Mansell      | Williams-Renault     | 98     |
| 02   | Michael Schumacher | Benetton-Ford        | 47     |
| 03   | Ayrton Senna       | McLaren-Honda        | 46     |
| 04   | Riccardo Patrese   | Williams-Renault     | 46     |
| 05   | Gerhard Berger     | McLaren-Honda        | 27     |
| 06   | Martin Brundle     | Benetton-Ford        | 27     |
| 07   | Jean Alesi         | Ferrari              | 13     |
| 08   | Mika Häkkinen      | Lotus-Ford           | 9      |
| 09   | Michele Alboreto   | Footwork-Mugen-Honda | 5      |
| 10   | Andrea de Cesaris  | Tyrrell-Ilmor        | 5      |
| 11   | Érik Comas         | Ligier-Renault       | 4      |
| 12   | Karl Wendlinger    | March-Ilmor          | 3      |
| 13   | Ivan Capelli       | Ferrari              | 3      |
| 14   | Pierluigi Martini  | Dallara-Ferrari      | 2      |
| 15   | Johnny Herbert     | Lotus-Ford           | 2      |
| 16   | Bertrand Gachot    | Venturi-Lamborghini  | 1      |
| 17   | JJ Lehto           | Dallara-Ferrari      | 0      |

| Pos. | Fahrer               | Konstrukteur                  | Punkte |
| ---- | -------------------- | ----------------------------- | ------ |
| 18   | Aguri Suzuki         | Footwork-Mugen-Honda          | 0      |
| 19   | Gianni Morbidelli    | Minardi-Lamborghini           | 0      |
| 20   | Thierry Boutsen      | Ligier-Renault                | 0      |
| 21   | Maurício Gugelmin    | Jordan-Yamaha                 | 0      |
| 22   | Christian Fittipaldi | Minardi-Lamborghini           | 0      |
| 23   | Olivier Grouillard   | Tyrrell-Ilmor                 | 0      |
| 24   | Ukyō Katayama        | Venturi-Lamborghini           | 0      |
| 25   | Paul Belmondo        | March-Ilmor                   | 0      |
| 26   | Emanuele Naspetti    | March-Ilmor                   | 0      |
| 27   | Eric van de Poele    | Fondmetal-Ford / Brabham-Judd | 0      |
| 28   | Damon Hill           | Brabham-Judd                  | 0      |
| 29   | Gabriele Tarquini    | Fondmetal-Ford                | 0      |
| 30   | Stefano Modena       | Jordan-Yamaha                 | 0      |
| –    | Andrea Chiesa        | Fondmetal-Ford                | 0      |
| –    | Roberto Moreno       | Andrea Moda-Judd              | 0      |
| –    | Alessandro Zanardi   | Minardi-Lamborghini           | 0      |

### Konstrukteurswertung
| Pos. | Konstrukteur         | Punkte |
| ---- | -------------------- | ------ |
| 01   | Williams-Renault     | 144    |
| 02   | Benetton-Ford        | 74     |
| 03   | McLaren-Honda        | 73     |
| 04   | Ferrari              | 16     |
| 05   | Lotus-Ford           | 11     |
| 06   | Footwork-Mugen-Honda | 5      |
| 07   | Tyrrell-Ilmor        | 5      |
| 08   | Ligier-Renault       | 4      |

| Pos. | Konstrukteur        | Punkte |
| ---- | ------------------- | ------ |
| 09   | March-Ilmor         | 3      |
| 10   | Dallara-Ferrari     | 2      |
| 11   | Venturi-Lamborghini | 1      |
| 12   | Minardi-Lamborghini | 0      |
| 13   | Jordan-Yamaha       | 0      |
| 14   | Brabham-Judd        | 0      |
| 15   | Fondmetal-Ford      | 0      |
| –    | Andrea Moda-Judd    | 0      |